# マルチメディア・スーパーコリドー
マルチメディア・スーパーコリドー(Multimedia Super Corridor, MSC)はマレーシア政府によって指定された情報と知識の開発を促進するための地域のことである。おおよそ首都、クアラルンプールのペトロナス・ツイン・タワーからクアラルンプール国際空港にかけての15×50kmがこのMSCの範囲であり、プトラジャヤおよびサイバージャヤなどの新興都市が含まれる。
MSC内では政府によって免税策がとられている上、空港にも近くITインフラも整備されていることから外資系の企業にも人気が高い。また、MSCの地域はマルチメディア・デベロップメント・コーポレーションが開発を担当している。